# チョンギェー県
チョンギェー県（チョンギェーけん）は中華人民共和国チベット自治区山南市の県の一つ。県政府所在地はチョンギェー鎮（瓊結鎮）。

## 行政区画

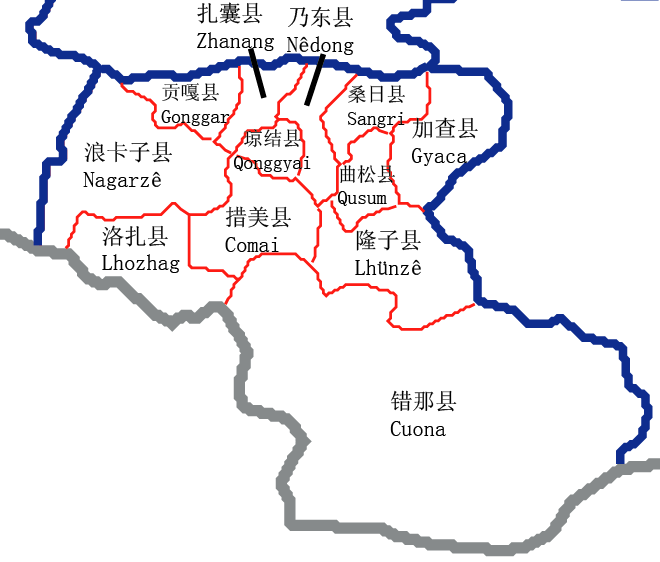
山南地区の行政区画

1鎮、3郷を管轄：
- 鎮：チョンギェー鎮（瓊結鎮）
- 郷：加麻郷、下水郷、拉玉郷